# Шинглтаун (Каліфорнія)
Шинглтаун (англ. Shingletown) — переписна місцевість (CDP) в США, в окрузі Шаста штату Каліфорнія. Населення — 2442 особи (2020).

## Географія
Шинглтаун розташований за координатами 40°30′22″ пн. ш. 121°51′20″ зх. д. / 40.50611° пн. ш. 121.85556° зх. д. (40.506094, -121.855665).  За даними Бюро перепису населення США в 2010 році переписна місцевість мала площу 64,02 км², з яких 63,84 км² — суходіл та 0,18 км² — водойми.

## Демографія
Згідно з переписом 2010 року, у переписній місцевості мешкали 2283 особи в 1007 домогосподарствах у складі 669 родин. Густота населення становила 36 осіб/км².  Було 1263 помешкання (20/км²).
Расовий склад населення:
| - 93,0 % — білих - 2,1 % — корінних американців - 0,4 % — азіатів - 0,2 % — чорних або афроамериканців |

До двох чи більше рас належало 3,6 %. Частка іспаномовних становила 3,8 % від усіх жителів.
За віковим діапазоном населення розподілялося таким чином: 15,7 % — особи молодші 18 років, 59,7 % — особи у віці 18—64 років, 24,6 % — особи у віці 65 років та старші. Медіана віку мешканця становила 53,2 року. На 100 осіб жіночої статі у переписній місцевості припадало 101,7 чоловіків;  на 100 жінок у віці від 18 років та старших — 99,5 чоловіків також старших 18 років.
Середній дохід на одне домашнє господарство  становив 51 783 долари США (медіана — 45 575), а середній дохід на одну сім'ю — 56 426 доларів (медіана — 52 804). За межею бідності перебувало 14,1 % осіб, у тому числі 29,6 % дітей у віці до 18 років та 5,6 % осіб у віці 65 років та старших.
Цивільне працевлаштоване населення становило 546 осіб. Основні галузі зайнятості: освіта, охорона здоров'я та соціальна допомога — 32,4 %, роздрібна торгівля — 12,6 %, публічна адміністрація — 12,5 %.